# Haplotaxis
Genre
Synonymes
- Adenodrilus Cekanovskaya, 1959
- Dichaeta Friend, 1896
- Georyctes Schlotthauber, 1860
- Haplolumbriculus Omodeo, 1958
- Heterochaetella Yamaguchi, 1953
- Lumbricogordius Noll, 1874
- Nemodrilus Claparède, 1862
- Phreoryctes Hoffmeister, 1845
- Phreoryctus Forbes, 1890

Haplotaxis est un genre de vers annélides oligochètes de la famille des Haplotaxidae.

## Liste d'espèces
Selon Synopsis of the described taxa of the world
- Haplotaxis acystis Michaelsen, 1903
- Haplotaxis aedeochaeta Brinkhurst & Marchese, 1987
- Haplotaxis ascaridoides Michaelsen, 1905
- Haplotaxis attemsi Michaelsen, 1903
- Haplotaxis cantabronensis Delay, 1973
- Haplotaxis carnivorus Omodeo, 1958
- Haplotaxis corbarensis Delay, 1972
- Haplotaxis curvisetosa (Friend, 1896)
- Haplotaxis darwinii (Keller, 1885)
- Haplotaxis denticulatus (Cekanovskaya, 1959)
- Haplotaxis dubius (Hrabê, 1931)
- Haplotaxis emissarius (Forbes, 1890)
- Haplotaxis endeka (Giard, 1894)
- Haplotaxis filiformis (Claparède, 1862)
- Haplotaxis forbesi Smith, 1918
- Haplotaxis gastrochaetus Yamaguchi, 1953
- Haplotaxis glandularis (Yamaguchi, 1953)
- Haplotaxis gordioides (Hartmann, 1821)
- Haplotaxis hartmanni (Noll, 1874)
- Haplotaxis heterogyne Benham, 1903
- Haplotaxis heydeni (Noll, 1873)
- Haplotaxis ichthyophagous Gates, 1971
- Haplotaxis insectivorus (Omodeo, 1958)
- Haplotaxis intermedia Pierantoni, 1904
- Haplotaxis intermedius Michaelsen, 1903
- Haplotaxis kraepelini (Michaelsen, 1914)
- Haplotaxis leruthi Delay, 1972
- Haplotaxis lichtensteinii (Schlotthauber, 1860)
- Haplotaxis menkeana Hoffman, 1843
- Haplotaxis menkei (Schlotthauber, 1860)
- Haplotaxis navarrensis Delay, 1973
- Haplotaxis ornamentus Brinkhurst & Fulton, 1980
- Haplotaxis smithii (Beddard, 1888)
- Haplotaxis sotschiensis Michaelsen, 1903
- Haplotaxis vermivorus (Michaelsen, 1932
- Haplotaxis villiersi Omodeo, 1987
- Haplotaxis violaceus (Beddard, 1891)

## Publication originale
- Hoffmeister, 1843 : Beitrag zur Kenntniss deutscher Landanneliden. Archiv für Naturgeschichte, vol. 9, n. 1, p. 183–198.